# Uncas
Uncas (Thames, 1588 circa – Norwich, 1683 circa) è stato un sachem dei nativi Mohegan che, grazie all'alleanza stipulata con i coloni della Nuova Inghilterra contro le altre tribù indiane, rese i Mohegan la più potente tribù indiana del Connecticut meridionale.

## Gioventù e famiglia
Uncas nacque nei pressi del fiume Thames nell'odierno Connecticut, figlio del sachem Mohegan Owaneco. Uncas è una variante del termine Mohegan Wonkus, che significa "Volpe". Era un discendente dei più importanti sachem dei Mohegan, dei Pequot e dei Narragansett. Owaneco era il capo del villaggio Montonesuck. Uncas era bilingue avendo imparato, oltre il Mohegan, un po' di inglese e forse anche qualcosa di olandese.
Nel 1626 Owaneco organizzò per Uncas un matrimonio con la figlia del più importante sachem Pequot, Tatobem, in modo da creare un'alleanza tra i due, particolarmente importante poiché i Mohegan erano, effettivamente, recenti "ospiti" nel territorio Pequot e ciò li poneva in uno stato di inferiorità fino ad allora compensato dai rapporti personali tra i due sakem principali, Owaneco e Tatobem . Quando morì Owaneco, poco dopo il matrimonio, Uncas dovette sottomettersi all'autorità di Tatobem. Quando nel 1634 Tatobem fu catturato ed ucciso dagli olandesi, il figlio Sassacus ne divenne il successore: la sua disposizione verso i Mohegan era tuttavia diversa da quella del padre, forse anche in considerazione del buon rapporto tra Mohegan e Olandesi.
L'alleanza con Tatobem si basava sull'equilibrio di poteri tra Mohegan e Pequot. Dopo la morte di Owaneco l'equilibrio cambiò a favore dei Pequot. Uncas era disposto a concedere loro più potere, ma iniziò a contestare il dominio Pequot sui Mohegan. Nel 1634, con il sostegno dei Narragansett, Uncas si ribellò a Saccaucus ed all'autorità Pequot. Fu sconfitto e divenne un esule tra i Narragansett. Tornò presto dall'esilio dopo essersi umiliato davanti a Saccacus. Il suo fallito tentativo lo portò ad avere poca terra e sostenitori.

## Guerra Pequot
Verso il 1635 Uncas sviluppò relazioni con importanti inglesi del Connecticut. Divenne amico del capitano John Mason, un legame che durò 35 anni. Uncas fece sapere a Jonathan Brewster che Sassacus stava pianificando di attaccare i britannici lungo il fiume Connecticut. Brewster descrisse Uncas come "fedele agli Inglesi ".
Nel 1636, probabilmente per rappresaglia per l'assassinio di Tatobem, i Pequot di Sassacus uccisero, nel loro villaggio di Block Island, l'Inglese cap. John Oldham, vecchio amico di Uncas, e i rapporti tra i due capi cognati (ma, presumibilmente, già rivali) precipitarono: quando, nell'agosto 1636, John Endicott organizzò una spedizione contro Block Island, salpando con 90 uomini per Pequot Harbour per imporre ai Pequot il pagamento di un indennizzo in wampum e la consegna di alcuni ragazzi come ostaggi, ma ritirandosi dopo un breve combattimento con un po' di bottino e lasciando esposti all'ira dei Pequot gli insediamenti del basso Connecticut, Uncas si schierò a favore degli Inglesi.
Nel 1637, durante la guerra Pequot, Uncas fu alleato degli Inglesi contro i Pequot. Guidò i Mohegan in un attacco ai Pequot nei pressi di Saybrook, e poi di nuovo alla loro fortezza del fiume Mystic. I Pequot vennero sconfitti ed i Mohegan incorporarono buona parte dei sopravvissuti e la loro terra. Nel trattato di Hartford del 1638 Uncas trasformò i Mohegan in un vassallo della colonia del fiume Connecticut. Secondo il trattato gli Uncas avrebbero potuto abitare le terre Pequot solo fino ad un'esplicita annessione ai britannici del territorio. I Mohegan divennero una potenza regionale.
Nel 1640 Uncas aggiunse Sebequanash degli Hammonasset alle numerose mogli. Questo matrimonio fornì ad Uncas un certo controllo sulla terra prontamente venduta agli inglesi. Gli Hammonasset si trasferirono e divennero Mohegan.

## Guerra con i Narragansett
I Mohegan furono in continuo conflitto con i Narragansett per il controllo della terra che era stata dei Pequot e nel 1642 Miantonomoh, sachem dei Quonset e principale capo di guerra di tutti i Narraganset organizzò un tentativo di assassinare Uncas servendosi di sicari Pequot. Nell'estate 1643 il conflitto latente si trasformò in guerra aperta. Le colonie inglesi formarono un'alleanza, la Confederazione della Nuova Inghilterra, per difendersi.
I Mohegan sconfissero un'invasione Narragansett portata da circa 1000 uomini e catturarono Miantonomoh. Uncas uccise molti guerrieri di Miantonomoh davanti a lui per convincerlo a rispondere alle domande che i vincitori gli rivolgevano. In base al trattato del 1638, il sakem Mohegan consegnò Miantonomoh agli Inglesi, che lo processarono e lo condannarono. A Uncas fu attribuita l'autorità di giustiziare il rivale Miantonomoh, ma solo se l'uccisione fosse avvenuta in territorio Mohegan: il fratello di Uncas, Wawequa, uccise Miantonomoh con un tomahawk su ordine dello stesso Uncas.
Quando il successivo sachem Narragansett, Mriksah, promosse una nuova guerra per vendicare Miantonomoh, gli inglesi chiesero aiuto ai Mohegan. Gli attacchi Narragansett iniziarono nel giugno 1644. Dopo ogni successo il numero di Narragansett aumentava. Uncas e i Mohegan furono assediati a Shantok ed erano sull'orlo di una completa disfatta quando gli Inglesi giunsero in loro aiuto con rifornimenti sconfiggendo l'assedio. La nuova confederazione inglese fece il possibile per sostenere Uncas, considerato un alleato prezioso, nella "sua libertà e proprietà". Gli Inglesi difesero la fortezza Mohegan a Shantok. Quando gli inglesi minacciarono di invadere il territorio Narragansett, questi firmarono un trattato di pace.
Nel 1646 la tribù sottomessa dei Nameag, composta da ex Pequot, si alleò con gli Inglesi nel tentativo di recuperare l'indipendenza. In risposta Uncas attaccò e saccheggiò il villaggio dei "Nameag", ma il governatore della Massachusetts Bay Colony rispose minacciando di permettere ai Narragansett di attaccare i Mohegan. Per molti anni gli inglesi definirono i Nameag un popolo sottomesso, sostenendo contemporaneamente la loro indipendenza. Nel 1655 gli inglesi sottrassero definitivamente la tribù al dominio di Uncas. Gli Inglesi usarono Uncas sempre più raramente e la sua influenza nei consigli inglesi diminuì.
Secondo il mito, Uncas oltrepassò con un salto le cascate Yantic per fuggire ai Narragansett. In alcune versioni è a cavallo, in altre a piedi. Il luogo è noto come Uncas' Leap o Indian Leap (Salto di Uncas o Salto dell'Indiano).

## Guerra di re Filippo
La guerra di re Filippo scoppiò nel giugno del 1675. In estate i Mohegan entrarono in guerra al fianco degli inglesi. Uncas guidò i propri uomini in attacchi contro gli Wampanoag. A dicembre i Mohegan e gli inglesi attaccarono i Narragansett. I Mohegan smisero di sostenere gli inglesi in questa guerra nel luglio 1676.
Uncas morì tra il giugno 1683 ed il giugno 1684 a Norwich, contea di New London, Connecticut.

## Retaggio

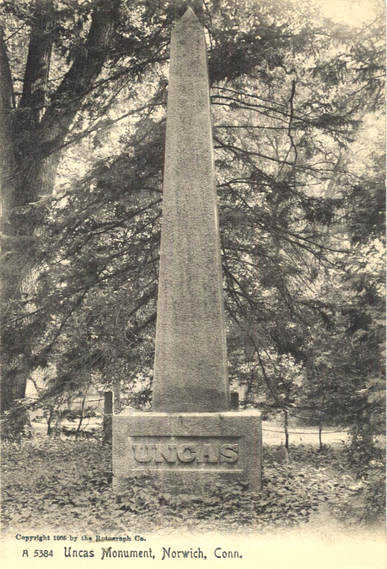
Cartolina del 1905 raffigurante un monumento ad Uncas la cui prima pietra fu posta dal presidente Jackson

Il presidente Andrew Jackson pose la prima pietra di un monumento dedicato ad Uncas a Norwich (Connecticut). Nel 1907, Buffalo Bill depose una corona sul monumento ad Uncas per commemorare "L'ultimo dei Mohicani".. Nel libro di James Fenimore Cooper L'ultimo dei Mohicani, il figlio di Chingachgook si chiama Uncas.. Lo schooner a due alberi in legno Diosa del Mar fu inizialmente varato come Uncas dalla famiglia Vanderbilt che lo possedeva. Quattro navi della United States Navy si chiamano USS Uncas. Uncasville in Connecticut orientale prende il nome da lui, così come il lago Uncas di Nahantic State Forest Lyme.